# All-Star Game da NBA de 1957
O All-Star Game da NBA de 1957 foi o sétimo NBA All-Star Game, disputado no Boston Garden em Boston, Massachusetts, no dia 15 de janeiro de 1957. Bob Cousy, do Boston Celtics, recebeu o prêmio de MVP do jogo. A Conferência Leste foi a vencedora, por 109 a 97.

## Conferência Leste
Treinador: Red Auerbach, Boston Celtics
| Jogador           | Time                  | MIN | AA | AT  | TLA | TLT | REB | ASS | FC | PTS |
| ----------------- | --------------------- | --- | -- | --- | --- | --- | --- | --- | -- | --- |
| Bob Cousy         | Boston Celtics        | 28  | 4  | 14  | 2   | 2   | 5   | 7   | 0  | 10  |
| Paul Arizin       | Philadelphia Warriors | 26  | 6  | 13  | 1   | 2   | 5   | 0   | 2  | 13  |
| Dolph Schayes     | Syracuse Nationals    | 25  | 4  | 6   | 1   | 1   | 10  | 1   | 1  | 9   |
| Harry Gallatin    | New York Knicks       | 24  | 4  | 7   | 0   | 2   | 11  | 1   | 3  | 8   |
| Bill Sharman      | Boston Celtics        | 23  | 5  | 17  | 2   | 2   | 6   | 5   | 1  | 12  |
| Carl Braun        | New York Knicks       | 24  | 4  | 9   | 2   | 2   | 3   | 2   | 2  | 10  |
| Neil Johnston     | Philadelphia Warriors | 23  | 8  | 12  | 3   | 3   | 9   | 1   | 2  | 19  |
| Tom Heinsohn      | Boston Celtics        | 23  | 5  | 17  | 2   | 2   | 7   | 0   | 3  | 12  |
| Nathaniel Clifton | New York Knicks       | 23  | 4  | 11  | 0   | 0   | 11  | 3   | 1  | 8   |
| Jack George       | Philadelphia Warriors | 21  | 3  | 6   | 2   | 2   | 1   | 5   | 1  | 8   |
| Total             |                       | 240 | 47 | 112 | 15  | 18  | 68  | 25  | 16 | 109 |

## Conferência Oeste
Treinador: Bobby Wanzer, Rochester Royals
| Jogador        | Time               | MIN | AA | AT  | TLA | TLT | REB | ASS | FC | PTS |
| -------------- | ------------------ | --- | -- | --- | --- | --- | --- | --- | -- | --- |
| Bob Pettit     | St. Louis Hawks    | 31  | 8  | 18  | 5   | 6   | 11  | 2   | 2  | 21  |
| Maurice Stokes | Rochester Royals   | 31  | 8  | 19  | 3   | 3   | 12  | 7   | 1  | 19  |
| Slater Martin  | St. Louis Hawks    | 31  | 4  | 11  | 0   | 0   | 2   | 3   | 1  | 8   |
| George Yardley | Fort Wayne Pistons | 25  | 4  | 10  | 1   | 1   | 9   | 0   | 2  | 9   |
| Dick Garmaker  | Minneapolis Lakers | 18  | 5  | 10  | 0   | 0   | 7   | 1   | 2  | 10  |
| Mel Hutchins   | Fort Wayne Pistons | 26  | 4  | 12  | 2   | 3   | 7   | 0   | 0  | 10  |
| Vern Mikkelsen | Minneapolis Lakers | 21  | 3  | 10  | 0   | 4   | 9   | 1   | 3  | 6   |
| Richie Regan   | Rochester Royals   | 21  | 2  | 7   | 0   | 0   | 4   | 1   | 0  | 4   |
| Ed Macauley    | St. Louis Hawks    | 19  | 3  | 6   | 1   | 2   | 5   | 3   | 0  | 7   |
| Jack Twyman    | Rochester Royals   | 17  | 1  | 8   | 1   | 3   | 0   | 1   | 1  | 3   |
| Total          |                    | 240 | 42 | 111 | 13  | 22  | 66  | 19  | 12 | 97  |